# صموئيل د. ارين
صموئيل د. ارين (بالإنجليزية: Samuel D. Warren)‏ هو محامي أمريكي، ولد في 1852، وتوفي في 18 فبراير 1910 في ديدام في الولايات المتحدة.